# Nandopsis tetracanthus
Nandopsis tetracanthus és una espècie de peix de la família dels cíclids i de l'ordre dels perciformes.

## Morfologia
- Els mascles poden assolir 20 cm de longitud total.[4][5]

## Alimentació
Menja cucs, peixets, gambes i insectes aquàtics.

## Hàbitat
És una espècie de clima tropical entre 24 °C-30 °C de temperatura.

## Distribució geogràfica
Es troba a Amèrica: Cuba.